# Río Guadalimar
Río Guadalimar este o arie protejată (arie specială de conservare — SAC, sit de importanță comunitară — SCI) din Spania întinsă pe o suprafață de 3.167,78 ha, integral pe uscat.

## Localizare
Centrul sitului Río Guadalimar este situat la coordonatele 38°07′09″N 3°23′09″W / 38.1191°N 3.3858°V.

## Înființare
Situl Río Guadalimar a fost declarat sit de importanță comunitară în decembrie 2000 pentru a proteja 34 de specii de animale. Situl a fost protejat și ca arie specială de conservare în martie 2015.

## Biodiversitate
Situată în ecoregiunea mediteraneană, aria protejată conține 9 habitate naturale: Pseudostepă cu ierburi și specii anuale de Thero-Brachypodietea, Păduri aluvionare cu Alnus glutinosa și Fraxinus excelsior (Alno-Padion, Alnion incanae, Salicion albae), Dehesas cu Quercus spp. perene, Pajiști umede mediteraneene cu ierburi înalte de Molinio-Holoschoenion, Lande oro-mediteraneene cu formațiuni endemice de grozamă, Tufărișuri termo-mediteraneene și de pre-deșert, Păduri termofile cu Fraxinus angustifolia, Galerii și tufărișuri riverane sudice (Nerio-Tamaricetea și Securinegion tinctoriae), Galerii de Salix alba și de Populus alba.
La baza desemnării sitului se află mai multe specii protejate:
- păsări (27): rață pitică (Anas crecca), rață mare (Anas platyrhynchos), egretă mare (Ardea alba), stârc cenușiu (Ardea cinerea), stârc roșu (Ardea purpurea), rață-cu-cap-castaniu (Aythya ferina), buha (Bubo bubo), Bubulcus ibis,  prundaș gulerat mic (Charadrius dubius), erete de stuf (Circus aeruginosus), erete cenușiu (Circus pygargus), egretă mică (Egretta garzetta), Galerida theklae, becațină comună (Gallinago gallinago), acvilă pitică (Hieraaetus pennatus), piciorong (Himantopus himantopus), pescăruș negricios (Larus fuscus), pescăruș râzător (Larus ridibundus), rață pestriță (Mareca strepera), viespar (Pernis apivorus), cormoran mare (Phalacrocorax carbo carbo), corcodel mare (Podiceps cristatus), Pterocles orientalis, Spatula clypeata, fluierar cu picioare verzi (Tringa nebularia), fluierarul de zăvoi (Tringa ochropus), nagâț (Vanellus vanellus)
- mamifere (2): vidră de râu (Lutra lutra), râs iberic (Lynx pardinus)
- nevertebrate (2): fluturele auriu (Euphydryas aurinia), Graellsia isabellae
- pești (3): Cobitis paludica, Pseudochondrostoma willkommii, Squalius alburnoides

Pe lângă speciile protejate, pe teritoriul sitului au mai fost identificate 1 specie de amfibieni, 2 specii de pești, 1 specie de reptile.